# Gustave Caillebotte
Gustave Caillebotte (Párizs, 1848. augusztus 19. – Gennevilliers, 1894. február 21.) francia festő és műgyűjtő.

## Családja, ifjúsága
Jómódú párizsi családban született, amely a rue du Faubourg-Saint-Denisben lakott. Apja, Martial Caillebotte megörökölte a család katonaitextil-üzletét, valamint bíróként tevékenykedett a Szajna megyei kereskedelmi bíróságon. Kétszer megözvegyült, mielőtt feleségül vette Celeste Daufresne-t, akitől három gyereke született: Gustave, Rene és Martial.  1860-tól Yerresbe járt a család nyaranként, ahol Martial Caillebotte birtokot vásárolt. Itt kezdett el Gustave Caillebotte rajzolni.
Caillebotte elvégezte a jogászi képzést 1868-ban, és két év múlva megkapta jogi engedélyét. Intelligens, ambíciózús fiatalember volt, mérnöki képzésen is részt vett. 1870 júliusa és 1871 márciusa között, a porosz–francia háború idején katonai szolgálatát töltötte.

## Karrierje
A háború után Caillebotte a képzőművészet felé fordult, Léon Bonnat műtermét látogatta, aki arra bátorította, hogy vegye komolyan művészi karrierjét. Bonnat realista festő volt, akinek olyan befolyásos barátai voltak, mint Émile Zola, Edgar Degas és Édouard Manet. Bonnat a szépművészeti egyetemen (École des Beaux Arts) tanított. Tanítványai közé tartozott Henri de Toulouse-Lautrec, John Singer Sargent, Thomas Eakins, Georges Braque, Jean Béraud és Edvard Munch. Caillebotte 1873-ban beiratkozott az École des Beaux Artsba, de elsősorban saját műtermében dolgozott. Apja 1874-ben, fivére, Rene 1876-ban, anyja 1878-ban meghalt, a családi vagyont a két életben maradt testvér örökölte.
Gustave Caillebotte a korai 1870-es években megismerkedett és barátságot kötött a francia művészélet több olyan tagjával, akik nem tartoztak a hivatalos stílusokhoz, köztük Claude Monet-val, Pierre-Auguste Renoirral és Camille Pissarróval. Caillebotte 1876-ban, az impresszionisták második kiállításán mutatkozott be. 1877-ben részt vett a harmadik tárlaton is, ennek megrendezését részben finanszírozta is. Ezen mutatták be Padlócsiszolók című képét, amelyet a hivatalos kiállítás, a Salon bírálói vulgarizmusra hivatkozva visszautasítottak.

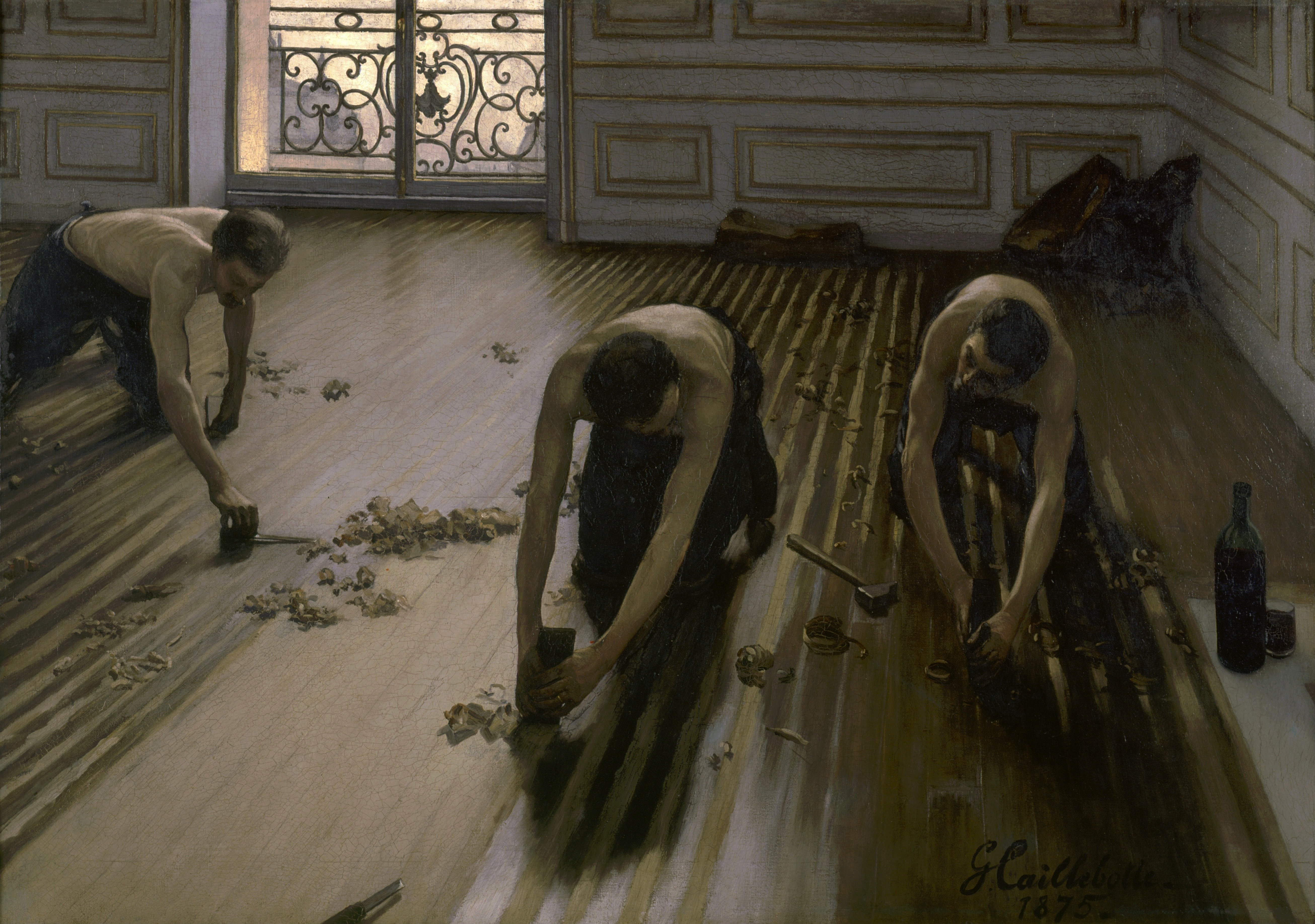
Padlócsiszolók

Caillebotte a festés mellett fontos szerepet játszott barátai, köztük Monet, Renoir és Pissaro anyagi segítésében. Pénzügyi lehetőségei megengedték, hogy megvásárolja képeiket, gyakran magasabb árat adva értük, mint amennyit kaptak volna mástól. Monet-tól 1876-ban vett képet először, és több alkalommal kifizette művésztársai műterembérét is. Gyűjtői ízlésébe nem fértek bele a szimbolisták, és nem volt képe sem Paul Gauguintől, sem Georges Seurat-tól. Kiemelkedő szerepet játszott abban, hogy a Louvre megvette Édouard Manet nagy vihart arató, Olympia című festményét. Caillebotte fényképeket és bélyegeket is gyűjtött, utóbbi kollekciója a British Library tulajdonában van.
1877-re Caillebotte fontos szereplőjévé vált az avantgárd mozgalomnak, nemcsak azért, mert anyagilag támogatta az impresszionizmus kibontakozását, hanem festőként is. Stílusa  ugyan inkább realista volt, mintsem impresszionista. Az impresszionisták további kiállításain is részt vett, bár a hatodikat bojkottálta Edgar Degas részvétele miatt. A következő, hetedik kiállításra 17 festményt küldött. Ekkor Pissaróval állt hadilábon, vitájukat Monet simította el. Az utolsó, 1886-os kiállításon sem Monet, sem Caillebotte nem vett részt. Munkásságára, csakúgy, mint sok impresszionista alkotóéra, nagy hatással volt a japán képzőművészet, különösen a nyomtatott grafikák. Ihletően hatottak rá azok a nyomatok, amelyek a mindennapi életet ábrázolták.

### Távolodás a művészettől
1881-ben vásárolt egy házat a Szajna mentén fekvő Gennevilliersben, ahova 1888-ban kiköltözött. 1882-ben új hobbit talált magának, jachtokat épített és versenyzett velük. Ideje jelentős részét bátyjával és barátjával, Renoir-ral töltötte, aki gyakran meglátogatta őt. Caillebotte nem házasodott meg, de valószínűleg hosszú és komoly kapcsolata volt a nála 11 évvel fiatalabb, alsóbb osztályból származó Charlotte Berthier-vel, akire jelentős évjáradékot hagyott.
A korai 1890-es éveben Caillebotte már szinte alig festett. Teljesen felhagyott a nagyméretű képekkel, amelyek az előző évtizedben jellemezték. 1894-ben a kertjében dolgozott, amikor agyi érkatasztrófa következtében hirtelen meghalt. Műgyűjteményét az államra hagyta, azzal a kikötéssel, hogy a képeknek a Louvre-ba, nem pedig valami padlásra vagy egy vidéki múzeumba kell kerülniük. A művészeti akadémia, Jean-Leon Gerome festő vezetésével megpróbálta megakadályozni, hogy az impresszionista festmények nemzeti múzeumba kerüljenek, csak egy részük, köztük Gustave Caillebotte két festménye elfogadását hagyták jóvá. 1911-ben Albert C. Barnes amerikai műgyűjtő csaknem harminc képet megvett a kollekcióból, amelyek ma a philadelphiai szépművészeti múzeumban láthatók.

## Öröksége
Caillebotte stílusa, amely annyira felháborította kora hivatalos festőit és kritikusait, megtermékenyítőn hatott számos későbbi alkotóra. Különösen igaz ez kompozícióinak radikalizmusára. Caillebotte gyakran egészen szokatlan perspektívából készítette képeit, például egy ferde padlóról tekintett felfelé, vagy egy meghatározatlan felső pontról nézett lefelé. A szereplőinek szokatlan elvágása a fotográfiákhoz tette hasonlóvá képeit. Hatása megjelenik például Vincent van Gogh és Pablo Picasso képein, valamint a fotórealista művészek alkotásain. Caillebotte-ot a huszadik század első felében inkább az impresszionisták támogatójaként, mintsem önálló művészként tartották számon.

## Galéria
- Heverőn fekvő meztelen nő (1873),
 magángyűjtemény
- Párizsi utca esőben (1877),
 Art Institute of Chicago, Chicago
- Ablakában álló fiatal férfi (1876),
 J. Paul Getty Museum, Los Angeles
- Borjúfej és ökörnyelv (1882),
 Art Institute of Chicago, Chicago
- Kertészek (1875),
 magángyűjtemény
- Európa híd (1876 körül),
 Musée du Petit Palais, Genf